# The Jammed
The Jammed is een Australische thriller-dramafilm uit 2007 over de internationale vrouwenhandel. Het was Dee McLachlans debuut als zowel regisseuse, scenariste als producente. De productie won Inside Film Awards (Australisch) voor beste scenario, beste film en beste muziek.
The Jammed is een relaas over het lot van over de grens gesmokkelde en verhandelde vrouwen, maar ook een aanklacht op de manier waarop Australië met de slachtoffers omgaat die hulp zoeken bij de autoriteiten.

## Verhaal
Twee verhalen spelen zich gelijktijdig af en vloeien na verloop van tijd in elkaar over.
In het eerste wordt verzekeringsagente Ashley (Veronica Sywak) aangeklampt door de zojuist naar Australië gevlogen Chinese vrouw Sunee (Amanda Ma). Zij is op zoek naar haar dochter, van wie ze vermoedt dat ze door vrouwenhandelaren in de prostitutie aan het werk is gezet. Ashley wil haar doorverwijzen naar de politie, want ze weet niet goed wat ze hiermee aan moet en wil eigenlijk niet betrokken raken in het wereldje. Haar gevoel dwingt haar toch enige hulp te bieden, waarop ze hoe langer hoe meer opgaat in de zoektocht.
Het tweede, parallel lopende verhaal gaat over Crystal (Emma Lung), Vanya (Saskia Burmeister) en Rubi (Sun Park). Zij zijn alle drie onder valse voorwendselen naar Australië gelokt, waar hun paspoorten werden afgepakt en pooier Dyce (Masa Yamaguchi) ze de prostitutie in dwong. Hun wordt voorgehouden dat ze per persoon 50.000 Australische dollars schuld hebben voor de overtocht naar Australië, die ze op deze manier moeten terugbetalen. Wanneer het drietal niet aan het werk is, zitten de vrouwen met zijn drieën samen opgesloten in een krap slaapkamertje.
'Rubi' blijkt de onder een valse naam werkende dochter van Sunee, die zelf ook schuld blijkt te dragen aan het lot van haar kind. Wanneer Ashley probeert deze uit de klauwen van de mensenhandelaars te bevrijden, raakt ze tevens betrokken bij Crystal en Vanya.

## Rolverdeling
- Todd MacDonald - Tom
- Adriano Cortese - Wade
- Andrew S. Gilbert - Vrouwenhandelaar Mr. Glassman
- Alison Whyte - Mrs. Glassman
- Ho Thi Lu - Vrouwenhandelaar Phuc
- Kate Atkinson - Gabi
- Damien Richardson - Agent Molica
- Anna Anderson - Rose